# Жоравка
Жора́вка (укр. Жоравка) — село, входит в Яготинский район Киевской области Украины.
Население по переписи 2001 года составляло 675 человек. Почтовый индекс — 07733. Телефонный код — 4575. Занимает площадь 3 км². Код КОАТУУ — 3225581601.

## Местный совет
Жоравка, вул. Шкільна,3  (укр.)